# Monte Aíbga
Aíbga (del ruso: Аибга) es una cordillera del Cáucaso occidental situada al este de Krásnaya Poliana, en el parque nacional de Sochi, en el krai de Krasnodar de Rusia. Está compuesta por cuatro picos: Aíbga I, Aíbga II, Aíbga III y Chórnaya Piramida. En su vertiente norte se hallan las estaciones de esquí de Alpika-Servis (1992), Górnaya Karusel (2008) y Roza Jútor (2010). El desarrollo de esta actividad en esta parte de la sierra es un tema de preocupación para los ambientalistas.